# Burda (média)
Pour les articles homonymes, voir Burda.
Burda est un groupe de médias allemand créé en 1908 par Franz Burda senior à Offenbourg.
Le groupe publie notamment les magazines Focus, Bunte et Playboy, ainsi que les versions germanophones du magazine Elle.